# 喜马拉雅鼠兔
喜马拉雅鼠兔（学名：Ochotona himalayana）为鼠兔科鼠兔属的哺乳动物，其种加词“himalayana”意为“喜马拉雅山脉的”。中国特有物种。分布于西藏等地，多见于高山针叶林带。该物种的模式产地在西藏波曲河谷聂拉木县。